# Vulgichneumon cordiger
Vulgichneumon cordiger är en stekelart som först beskrevs av Joseph Kriechbaumer 1882.  Vulgichneumon cordiger ingår i släktet Vulgichneumon och familjen brokparasitsteklar. Inga underarter finns listade i Catalogue of Life.